# امین و مینا
امین و مینا یک مجموعهٔ عروسکی محصول سال ۱۳۸۷ به کارگردانی هنگامه مفید و کارگردانی تلویزیونی مریم مصفا، نویسندگی محمد غلامپور و تهیه‌کنندگی سیدافضل میرلوحی می‌باشد که در نوروز ۱۳۸۸ از شبکه قرآن پخش شد. این مجموعه در در ۱۶ قسمت ۲۵ دقیقه‌ای تهیه شد.
داستان این دو عروسک است که قرار است در تعطیلات عید به خانه عمه طوبی در شمال بروند اما ورود خانوادهٔ دوست پدر، برنامهٔ خانواده را به هم می‌ریزد.

## بازیگران
- رضا فیاضی
- سیامک اشعریون
- مینا نوروزی
- حسین محب‌اهری
- ساناز سماواتی
- رسول سلیمیان
- عطیه غبیشاوی
- مهرداد نظری
- سایان فرخی